# Agrilus gillespiensis
Agrilus gillespiensis é uma espécie de escaravelho perfurador de madeira da família Buprestidae da ordem Coleoptera. É conhecida a sua existência na América do Norte.